# Callicarpa kwangtungensis
Espèce
Classification phylogénétique
Callicarpa kwangtungensis est une espèce de plantes à fleurs de la famille des Verbénacées ou, selon la classification phylogénétique, de la famille des Lamiacées. C'est un arbuste originaire de Chine.
Nom chinois : 广东紫珠

## Description
C'est un arbuste pouvant atteindre 2 m de haut au maximum, au feuillage caduc.
Les feuilles, opposées, sont lancéolées, très allongées - de 7 à 30 cm de long sur 2 à 5 de large -, de couleur vert clair, aux nervures violines.
Les cymes portent de petites fleurs de moins de 1 mm de diamètre à corolle violette, en juillet-août.
Les fruits, rose violacé, ont 1 à 2 mm de diamètre.

## Répartition et habitat
Cette plante est originaire du sud de la Chine : Fujian, Guangdong, Guangxi, Guizhou, Hubei, Hunan, Jiangxi, Yunnan, Zhejiang.
Elle a comme habitat d'origine des forêts mixtes en moyenne montagne (de 300 à 1 600 m).

## Utilisation
Il s'agit d'un arbuste d'ornement, encore très peu répandu en France. Il résiste à des températures de −12 °C. Il est peu exigeant quant à la qualité du sol.